# Marcha del Orgullo LGBT de São Paulo
La Marcha del Orgullo LGBT de São Paulo (en portugués, Parada do Orgulho LGBT de São Paulo) es una manifestación que se celebra anualmente en la ciudad de São Paulo (Brasil) y que busca la igualdad de derechos para los gays, lesbianas, bisexuales y transgéneros, en compañía de los heteroaliados que los apoyan a través del activismo. Es la marcha LGBT de mayor concurrencia de América Latina y la segunda en número de asistentes del mundo, después de la Marcha del Orgullo LGBT de Nueva York.
En la edición del año 2005, se concentraron entre 1 millón 800 mil (datos de la policía local: estimaciones de asistencia a las 17 ) y 2 millones y medio (datos de los organizadores: estimaciones de participantes durante toda la marcha) de personas llenando por completo la avenida Paulista de São Paulo. Ese año el lema fue: «Uniones civiles ya: Derechos Iguales, ni más ni menos».
En 2008, la Marcha del Orgullo LGBT se realizó el día 25 de mayo, con una gran variedad de eventos paralelos (como charlas, seminarios, shows y presentaciones, entre otros) que ocurrieron, como de costumbre, antes y después del día de la marcha. Asimismo, cada año las autoridades locales realizan campañas de concientización en favor del sexo seguro y la prevención de infecciones de transmisión sexual, repartiendo preservativos de manera gratuita durante el evento.

## Temas abordados en la ediciones
- 1997 - Somos muchos, estamos en todas las profesiones (Somos muitos, estamos em todas as profissões)
- 1998 - Los derechos de gays, lesbianas y travestís son derechos humanos (Os direitos de gays, lésbicas e travestis são direitos humanos)
- 1999 - Orgullo gay en Brasil, rumbo al año 2000 (Orgulho gay no Brasil, rumo ao ano 2000)
- 2000 - Celebrando el Orgullo de vivir la diversidad (Celebrando o Orgulho de Viver a Diversidade)
- 2001 - Abrazando la diversidad (Abraçando a Diversidade)
- 2002 - Educando por la diversidad (Educando para a Diversidade)
- 2003 - Construyendo políticas homosexuales (Construindo Políticas Homossexuais)
- 2004 - Tenemos familia y orgullo (Temos Família e Orgulho)
- 2005 - Unión civil, ya. ¡Derechos iguales! Ni más ni menos (Parceria civil, já. Direitos iguais! Nem mais nem menos)
- 2006 - ¡La homofobia es un crimen! Los derechos sexuales son Derechos Humanos (Homofobia é Crime! Direitos Sexuais são Direitos Humanos)
- 2007 - Por un mundo sin racismo, machismo y homofobia (Por um mundo sem Racismo, Machismo e Homofobia)
- 2008 - ¡La homofobia mata! Por un Estado laico de hecho (Homofobia Mata! Por um Estado Laico de Fato)
- 2009 - Sin Homofobia, Más Ciudadanía – ¡Por Igualdad de Derechos! (Sem Homofobia, Mais Cidadania – Pela Isonomia dos Direitos!)
- 2010 - Vote contra la homofobia: ¡Defienda la ciudadanía! (Vote Contra a Homofobia: Defenda a Cidadania!)
- 2011 - Amaos los unos a los otros: basta de homofobia (Amai-vos uns aos outros: basta de homofobia)
- 2012 - La homofobia tiene cura: educación y criminalización (Homofobia tem cura: educação e criminalização)
- 2013 - Nunca más al armario – Unión y conciencia en la lucha contra la homofobia (
- 2014 - País ganador es un país sin homolesbostransfobia: ¡no más muertes! ¡Criminalización ya! (País vencedor é país sem homolesbostransfobia: chega de mortes! Criminalização já!)
- 2015 - Así nací, crecí así, siempre seré así: respétame (Eu nasci assim, eu cresci assim, vou ser sempre assim: respeitem-me)
- 2016 - Ley de Identidad de Género, ¡ya! - Todas las personas juntas contra la Transfobia (Lei de identidade de gênero, já! - Todas as pessoas juntas contra a Transfobia)
- 2017 - Independientemente de nuestras creencias, ¡ninguna religión es ley! Todos y Todas por un Estado Laico (Independente de nossas crenças, nenhuma religião é lei! Todas e todos por um Estado Laico)
- 2018 - Poder para LGBTI+, Nuestro Voto, Nuestra Voz (Poder para LGBTI+, Nosso Voto, Nossa Voz)
- 2019 - 50 años de Stonewall: nuestros logros, nuestro orgullo de ser LGBT+ (50 Anos de Stonewall - Nossas Conquistas, Nosso Orgulho de ser LGBT+)
- 2020 - Democracia (Democracia)
- 2021 - HIV/Aids: Ame + Cuide + Viva (VIH/SIDA: Amar + Cuidar + Vivir)
- 2022 - Vote con orgullo: por una política que represente (Vote com orgulho – por uma política que representa)

## Otras manifestaciones en Brasil
En Brasil se realizan otros eventos de promoción de la igualdad de derechos para lesbianas, gays, bisexuales y transgéneros en diversas ciudades, por lo general en fechas diferentes. 
El número de marchas del orgullo LGBT está aumentando cada año en todo Brasil, llegando a más de cien en el año 2006. Muchas ciudades pequeñas (inclusive ciudades del interior) también están organizando sus propias marchas. 
Juiz de Fora es una ciudad precursora en manifestaciones de este género. En la ciudad se realiza todos los años, en el mes de agosto, el concurso de Miss Brasil Gay. El evento organizado por el Movimiento Gay de Minas, reúne a miles de personas en las calles de la ciudad.